# Chùa Hội Tôn
Chùa tọa lạc tại ấp 8, xã Quới Sơn, huyện Châu Thành, tỉnh Bến Tre, cách huyện lỵ Châu Thành khoảng 5 km. Chùa được sư ông Long Thiền dựng vào giữa thế kỷ XVIII, dưới triều Chúa Võ Vương Nguyễn Phước Khoát (1738-1765). Vị trụ trì kế tiếp là Thiền sư Khánh Hưng, đời 36 dòng Lâm Tế đã trùng tu chùa vào đầu thế kỷ XIX, tôn tạo tượng Phật và pháp khí, đúc đại hồng chung năm 1805. Chùa còn được trùng tu vào các năm 1884, 1947 và 1992. Chùa hiện nay còn giữ một số bản gỗ khắc kinh (chữ Hán), nhiều tượng cổ. Trong vườn chùa có 15 bảo tháp các ngài Bảo Chất, Quảng Giáo, Tâm Định, Chánh Hòa...
Chùa vừa được trùng tu mới lại vào vài năm trở lại đây. Vị trụ trì hiện tại là ĐĐ Thích Minh Hải. Chùa có diện tích 1 ha. Nơi đây có cây Dương trên 200 tuổi và cây khế khoảng 150 năm. Trong chùa có nhà Chính, nhà Tổ, chùa cổ ở giữa hồ nước...